# Clejani
Clejani là một xã thuộc hạt Giurgiu, România. Dân số thời điểm năm 2002 là 3468 người.